# Kunstjahr 1517
Liste der Kunstjahre

◄◄ | ◄ | 1513 | 1514 | 1515 | 1516 | Kunstjahr 1517 | 1518 | 1519 | 1520 | 1521 | ►

Weitere Ereignisse
Dieser Artikel behandelt das Kunstjahr 1517.

## Ereignisse

### Architektur
- Die Turmspitze des Markusturms in Venedig wird mit einer Statue des Erzengels Gabriel ergänzt. Die hölzernen Statue ist mit vergoldetem Kupferblech verkleidet.
- In Granada wird die Königskapelle Capilla Real fertiggestellt.
- Die im plateresken Stil erbaute Casa de las Conchas in Salamanca wird nach rund 14-jähriger Bauzeit fertiggestellt.

### Bildhauerei

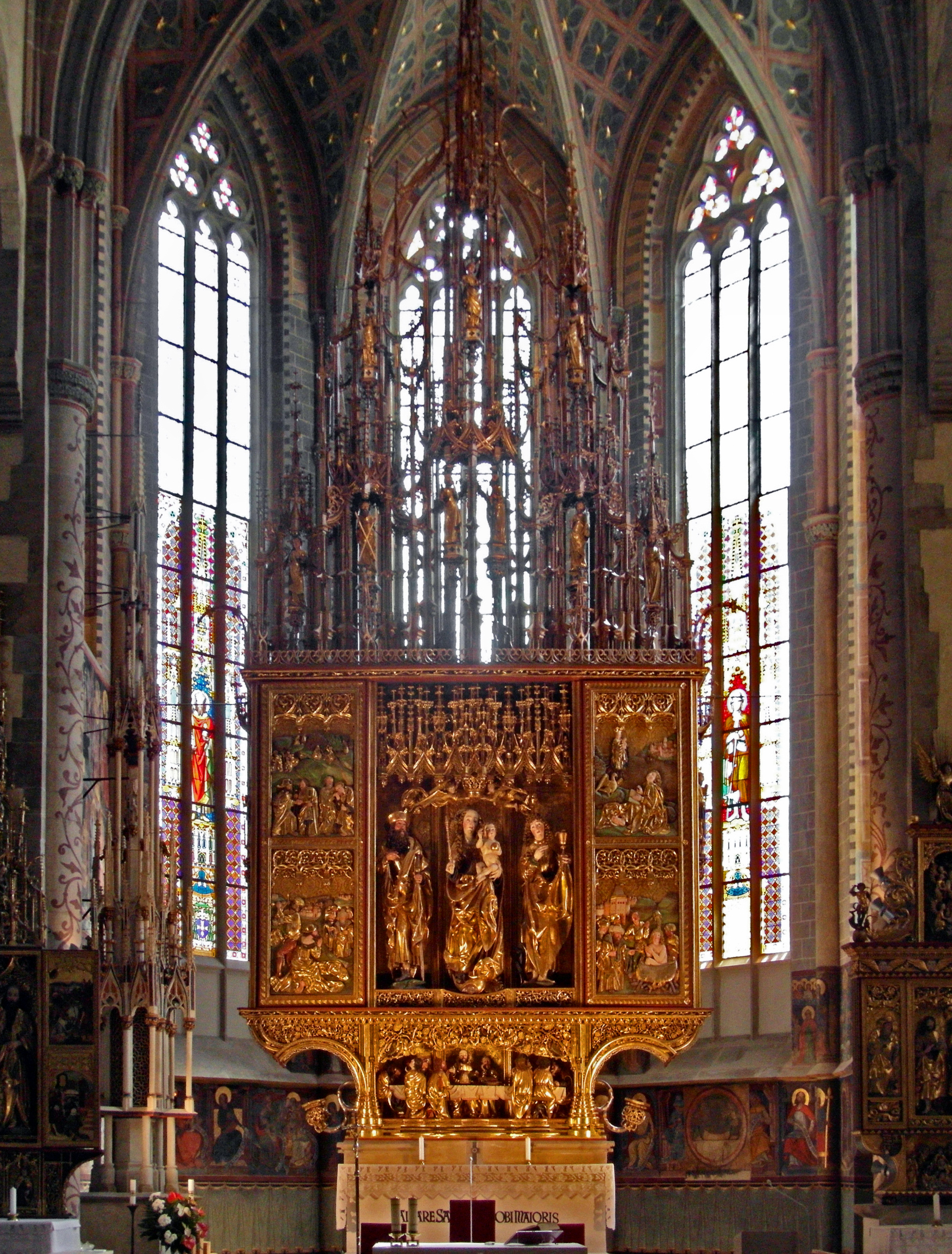
Jakobsaltar

Die Werkstatt von Paul von Leutschau vollendet nach zehnjähriger Arbeit mit Vergoldungsarbeiten den gotischen Hochaltar in der Kirche St. Jakob in Levoča, den höchsten holzgeschnitzten Altar der Welt. Die Passionsdarstellungen des Polyptychon basieren auf Drucken von Lucas Cranach zur Passion, die 1509 veröffentlicht wurden. Die Figuren der zwölf Apostel auf dem Altaraufbau werden auf ca. 1390 datiert und waren vielleicht Teil eines früheren Altars der Kirche.

### Holzschnitt

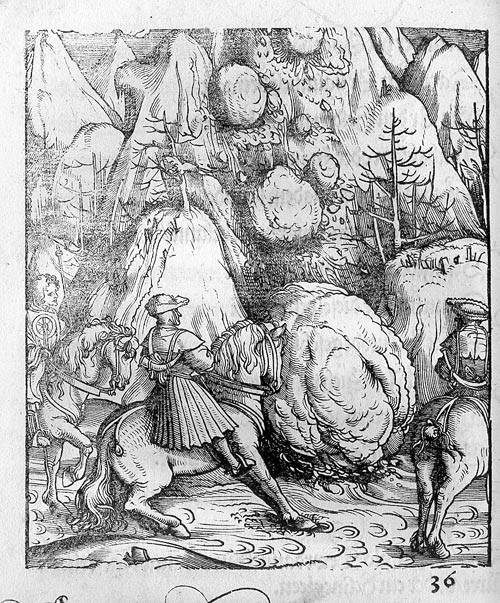
Kapitel 36: Unfall verursacht eine Lawine, Holzschnitt nach Hans Burgkmair

Das von Kaiser Maximilian I. in Auftrag gegebene Werk Theuerdank wird in Nürnberg gedruckt. In dem aufwendig gestalteten Druckwerk wird in Versen die fiktive Brautfahrt des Ritters Thewrdanck zu Fräulein Ernreich geschildert, bei der es sich vermutlich um Maximilians Reise zu seiner Braut Maria von Burgund im Jahr 1478 handelt. Der Druck enthält 118 kolorierte Holzschnitte, für die führende Künstler, Hans Schäufelin, Hans Burgkmair und Leonhard Beck, die Zeichnungen lieferten, die von Jost de Negker in Holz geschnitten wurden. Die Holzschnitte zeigen zeichnerisch und schnitttechnisch außerordentliches Raffinement. Die Variabilität, vermittels der Linien Plastizität und Räumlichkeit darzustellen, gilt als neuartig und unterstreicht Maximilians Bestreben, die Entwicklung und Vervollkommnung der Buch- und Illustrationskunst voranzutreiben.

### Malerei
- Raffael vollendet gemeinsam mit seinem Schüler Giulio Romano nach dreijähriger Arbeit einen weiteren Raum im Apostolischen Palast, die Stanza dell’incendio di Borgo.
- Der italienische Maler Andrea del Sarto malt sein bekanntestes Werk, das Altarbild Harpyienmadonna.

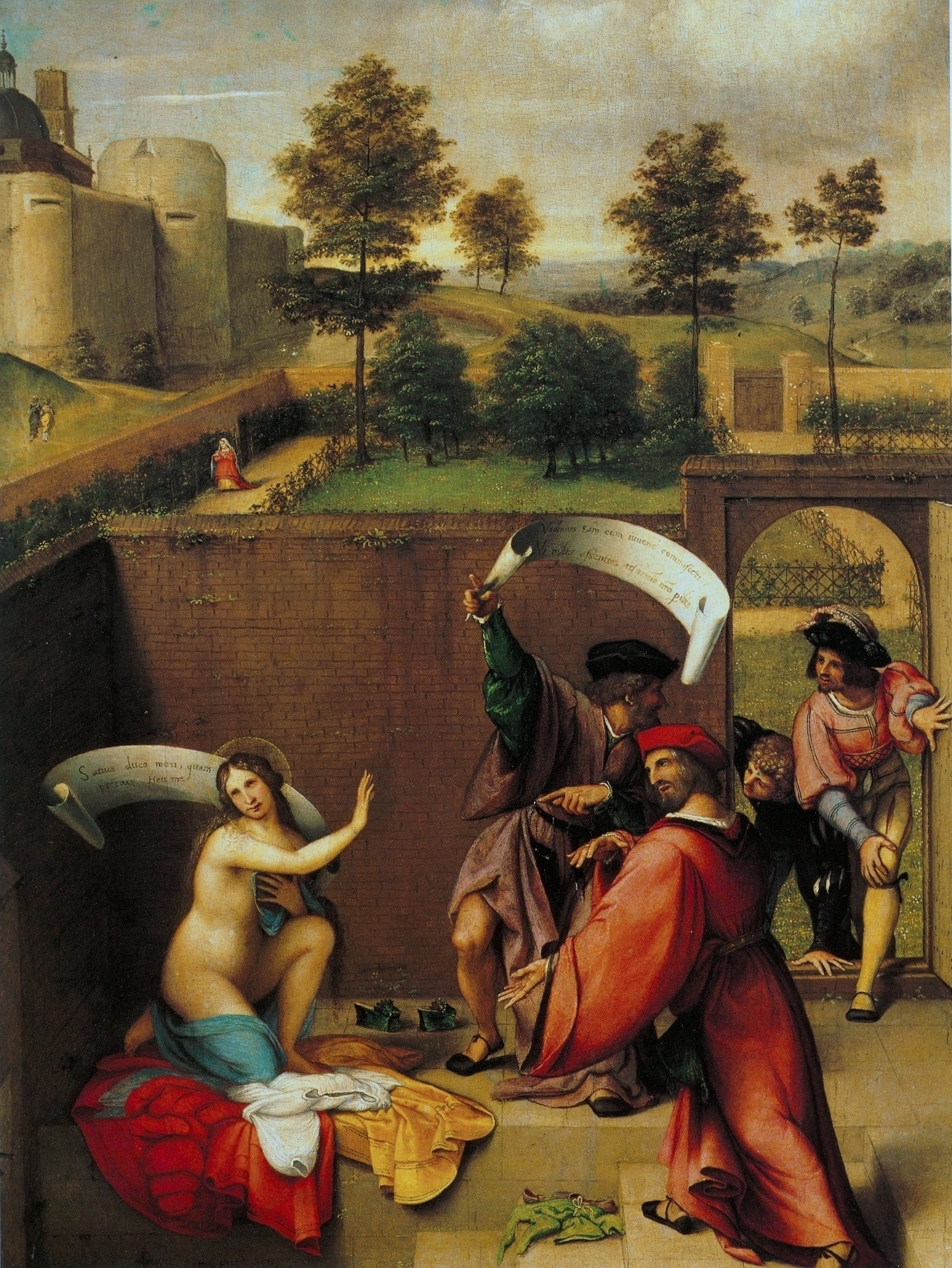
Susanna im Bade

- Lorenzo Lotto malt Susanna im Bade.

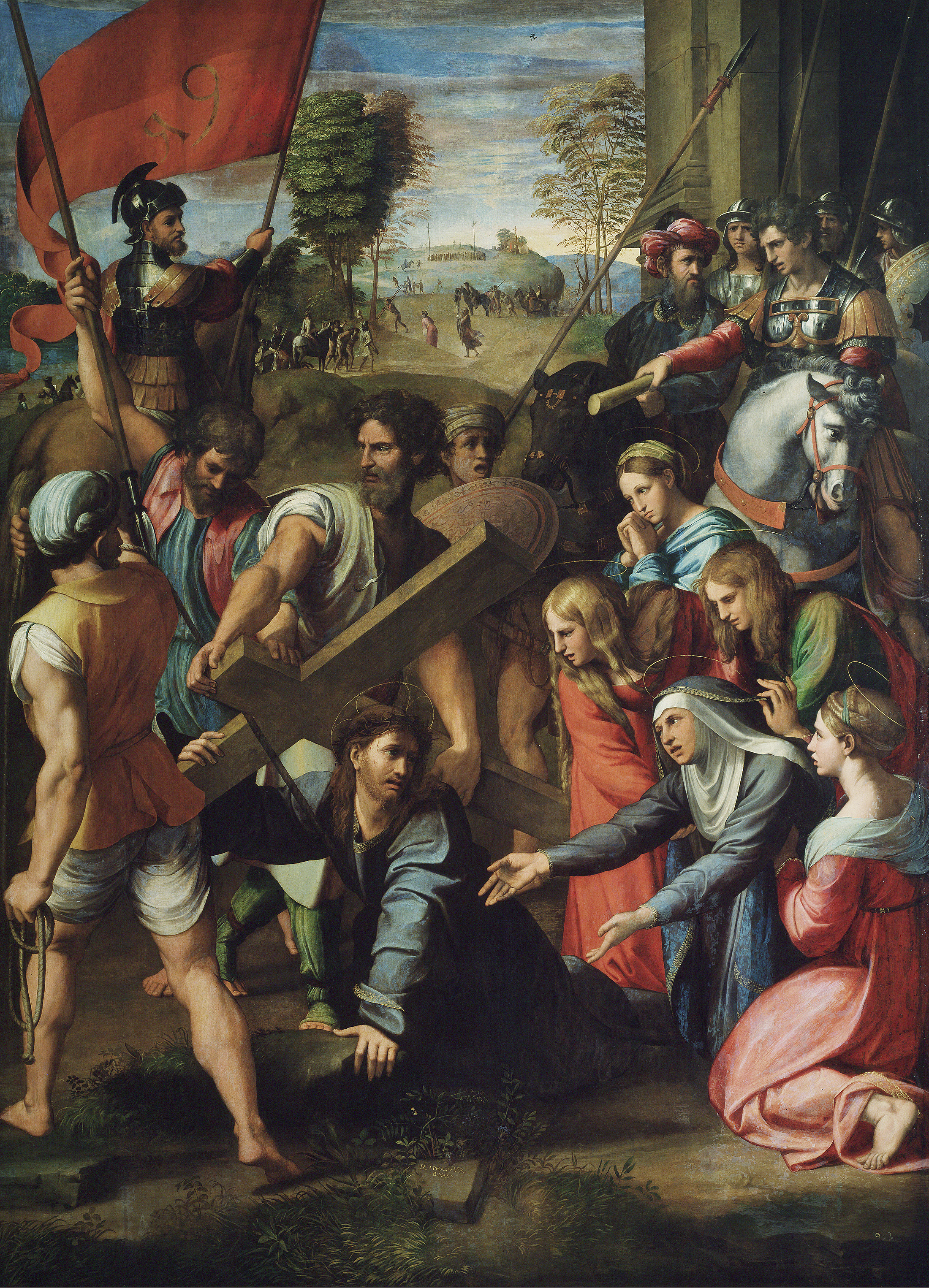
Kreuztragung Christi

- um 1517: Raffael vollendet das Gemälde Kreuztragung Christi.

## Geboren

### Geburtsdatum gesichert
- 20. August: Antoine Perrenot de Granvelle, spanischer Kardinal, Minister und Kunstsammler († 1586)
- 06. September: Francisco de Holanda, portugiesischer Maler, Architekt, Antiquar, Historiker und Kunsttheoretiker († 1585)
- 15. Dezember: Giacomo Gaggini, sizilianischer Renaissance-Bildhauer († 1598)

### Genaues Geburtsdatum unbekannt
- Nicolaes Jonghelinck, flämischer Kaufmann, Bankier (Steuerbeamter) und Kunstsammler († 1570)

## Gestorben

### Todesdatum gesichert
- 05. Januar: Francesco Francia, italienischer Maler, Goldschmied und Bildhauer (* 1447)
- 31. Oktober: Fra Bartolommeo, Maler der florentinischen Schule (* 1472)

### Genaues Todesdatum unbekannt
- Guidoccio Cozzarelli, italienischer Maler und Buchmaler (* 1450)

### Gestorben um 1517
- Domenico Morone, italienischer Maler (* um  1442)
- Giovanni Battista Cima, italienischer Maler (* um 1460)